# Доходный дом Софьи Львовны Рудь
Доходный дом Софьи Львовны Рудь — памятник архитектуры и культурного наследия в Одессе (охранный номер дома 391-Од). Дом расположен на углу Ковальской улице, 42 и Тираспольской площади.

## История
В 1898 году участок принадлежал В. и Н. Трандафилов, в 1900 году — Трандафилов, тогда площадь участка составляла 454 м². В 1901 году участок приобрела А. Тарнопольская, по заказу которой в следующем году архитектор В. М. Берг соорудил со стороны Тираспольской площади четырёхэтажный доходный дом . Между 1905 и 1907 годами участок приобрел А. М. Бродский, между 1908 и 1909 годами новым землевладельцем стал Марк Моисеевич Мазор, между 1912 и 1913 годами участок приобрела Софья Львовна Рудь. По её заданию в 1913 году был построен пятиэтажный жилой дом с торговыми помещениями. В советское время квартиры дома были превращены в коммунальные.

## Архитектура
Дом расположен вдоль Ковальской улице, в сторону Тираспольской площади выходит торцевая часть фасада. На первом этаже дома расположены торговые помещения, на других — жилые. Уровни потолков 1-4 этажей нового дома и дома построенного в 1902 году совпадают вследствие чего, восточный конец старого дома было добавлено в состав нового здания с надстройкой пятого этажа и переработкой фасада.
Несмотря на большой размер нового дома в нём расположен лишь один подъезд, вход в который расположен в центре фасада со стороны Ковальской улице. Фасады здания выполнены в стиле неоклассицизма, наиболее выразительным является отделка 4-5 этажа, которые были видны из многих точек на Тираспольской улице. Угол дома закругленный, его украшает ротонда тосканского ордера с шпилем. Угол дома и фасад по Ковальской улице подчеркнуты небольшие по толщине стены, где сосредоточены широкие окна с балконами. На пятом этаже небольшие по толщине стены расположены двойные колонны. Под крышей дома устроен глубокий выразительный карниз. На фасаде со стороны Тираспольской площади во время строительства дома установлена мраморная таблица на которой указан год постройки и автор дома.
Главный подъезд дома является просторным, освещается большими окнами со стороны заднего фасада. Окна первоначально были витражными, но последний витраж на первом этаже был уничтожен во время ремонта в 1910-х годах. Лестницы являются мраморными, ограждение лестницы выполнена в стиле неоклассицизма. Площадки подъезда облицованы кафелем распространенного дизайна, также в доме установлен лифт советской конструкции.

## Галерея

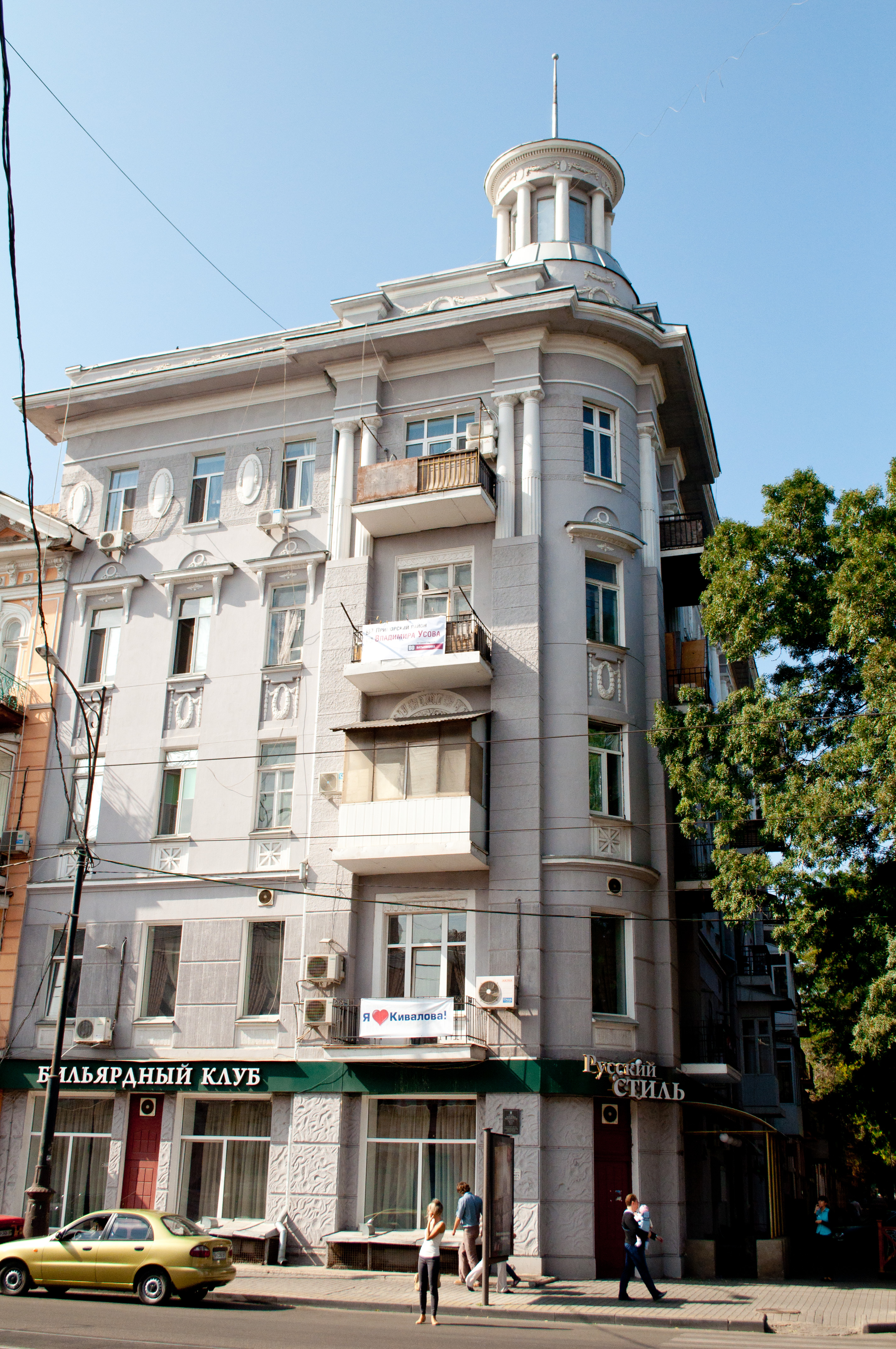
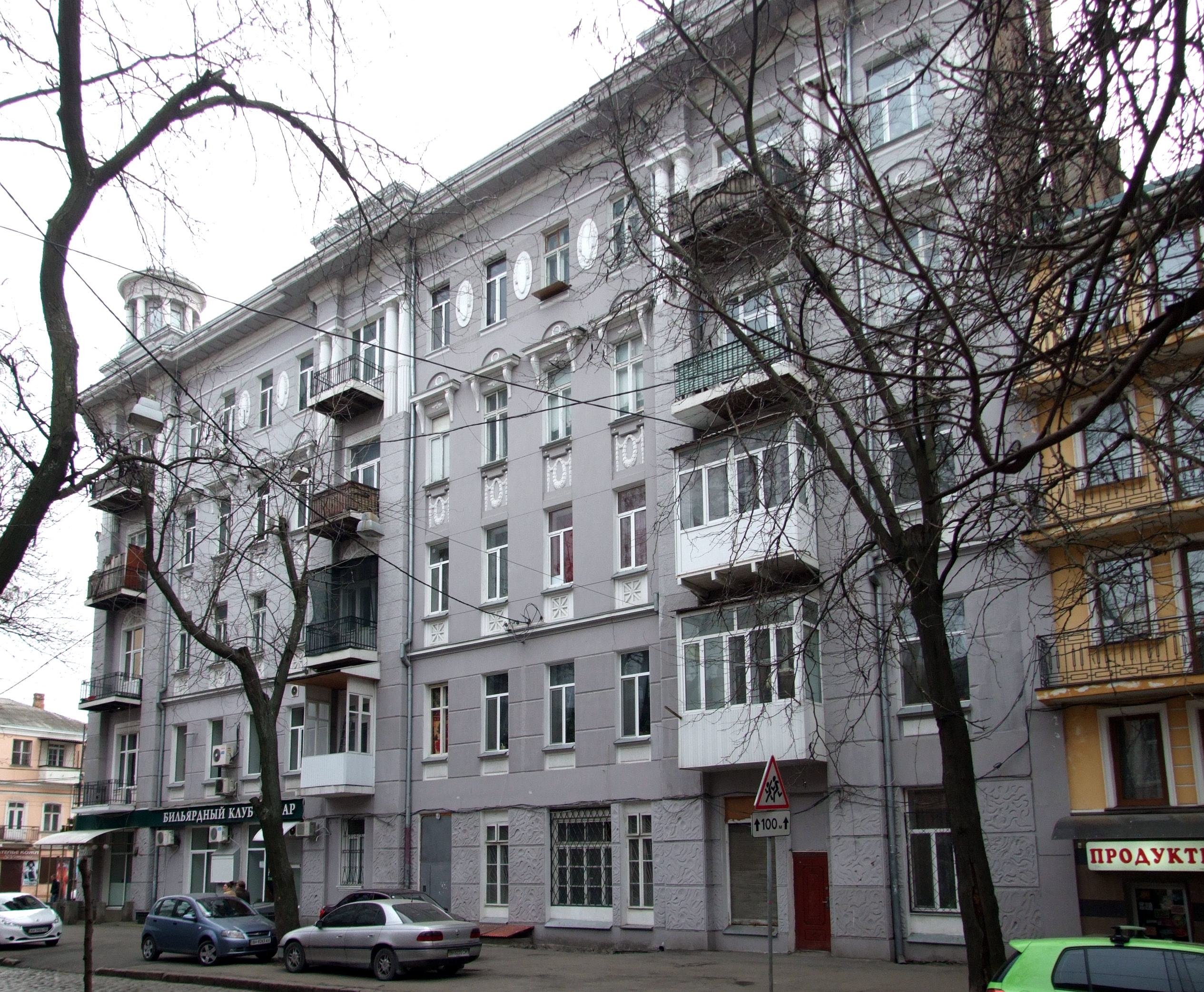
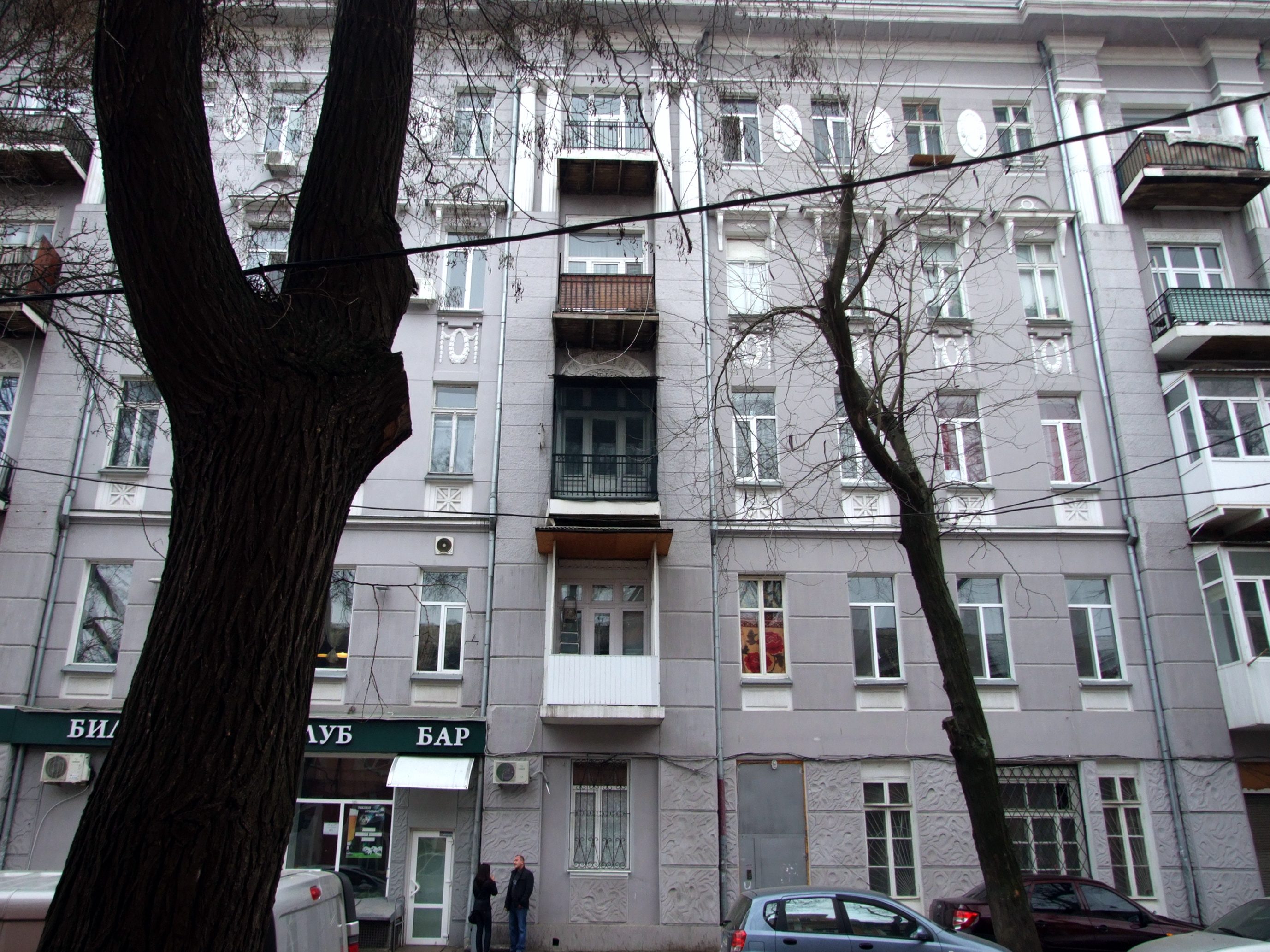
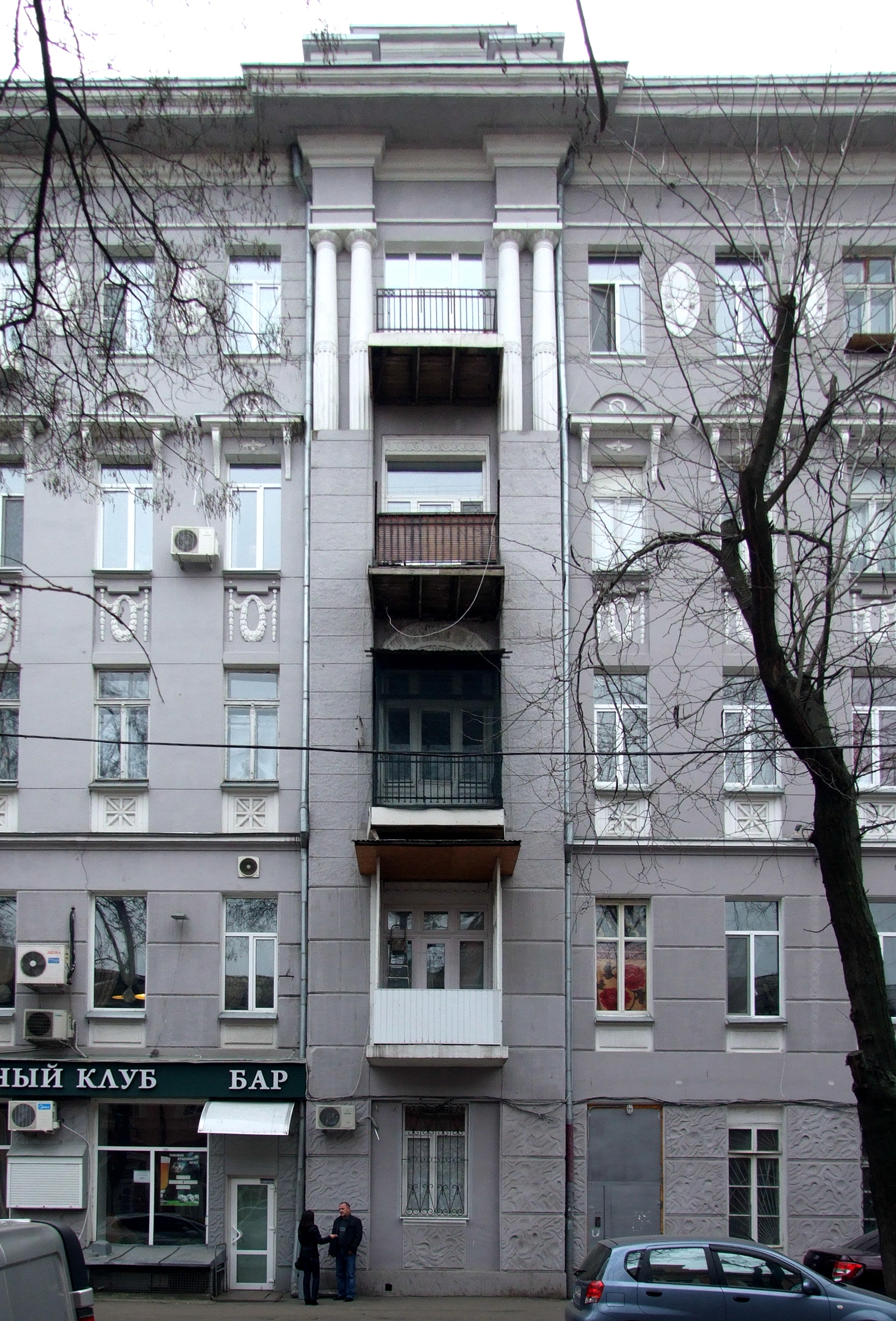
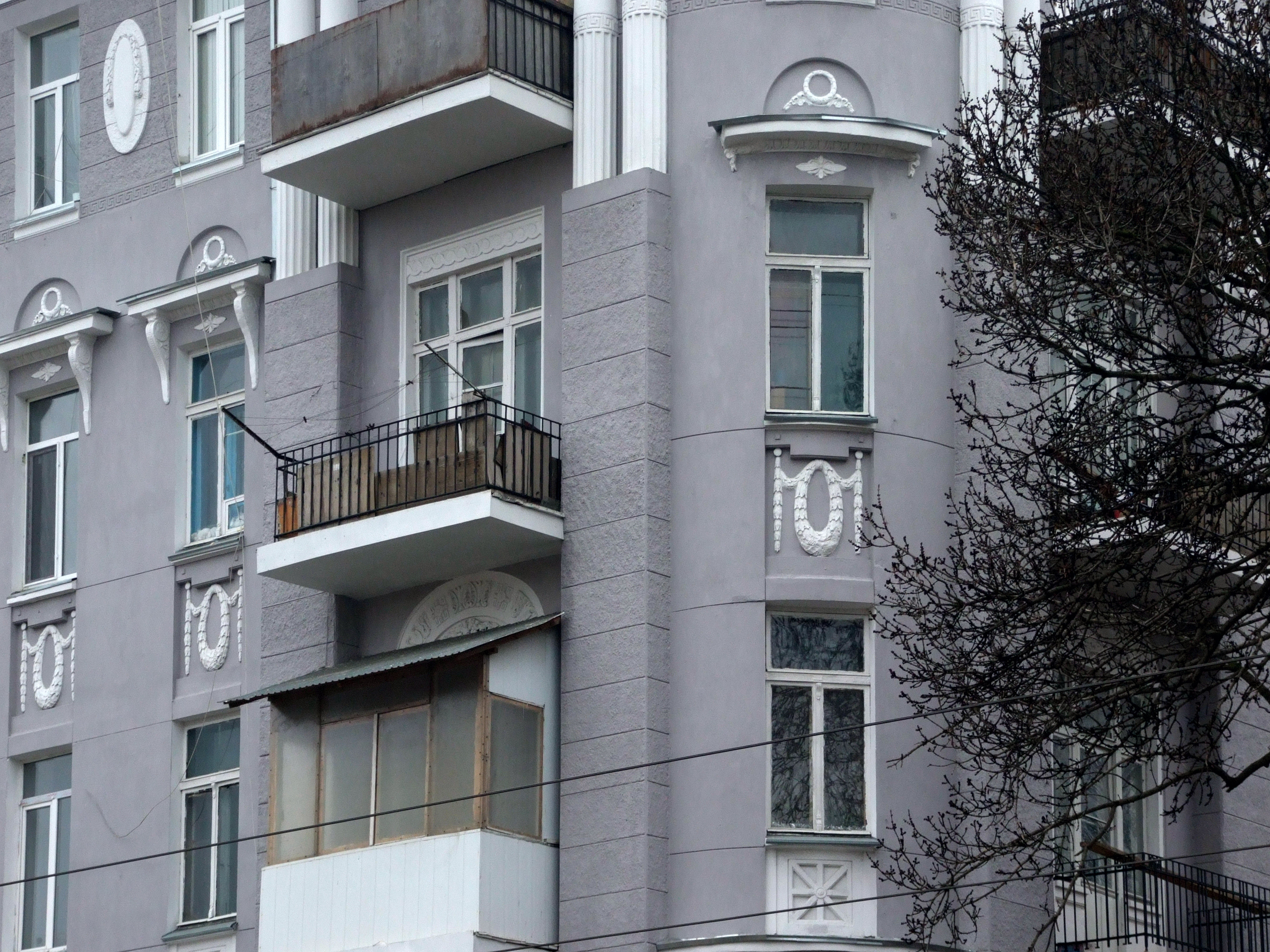
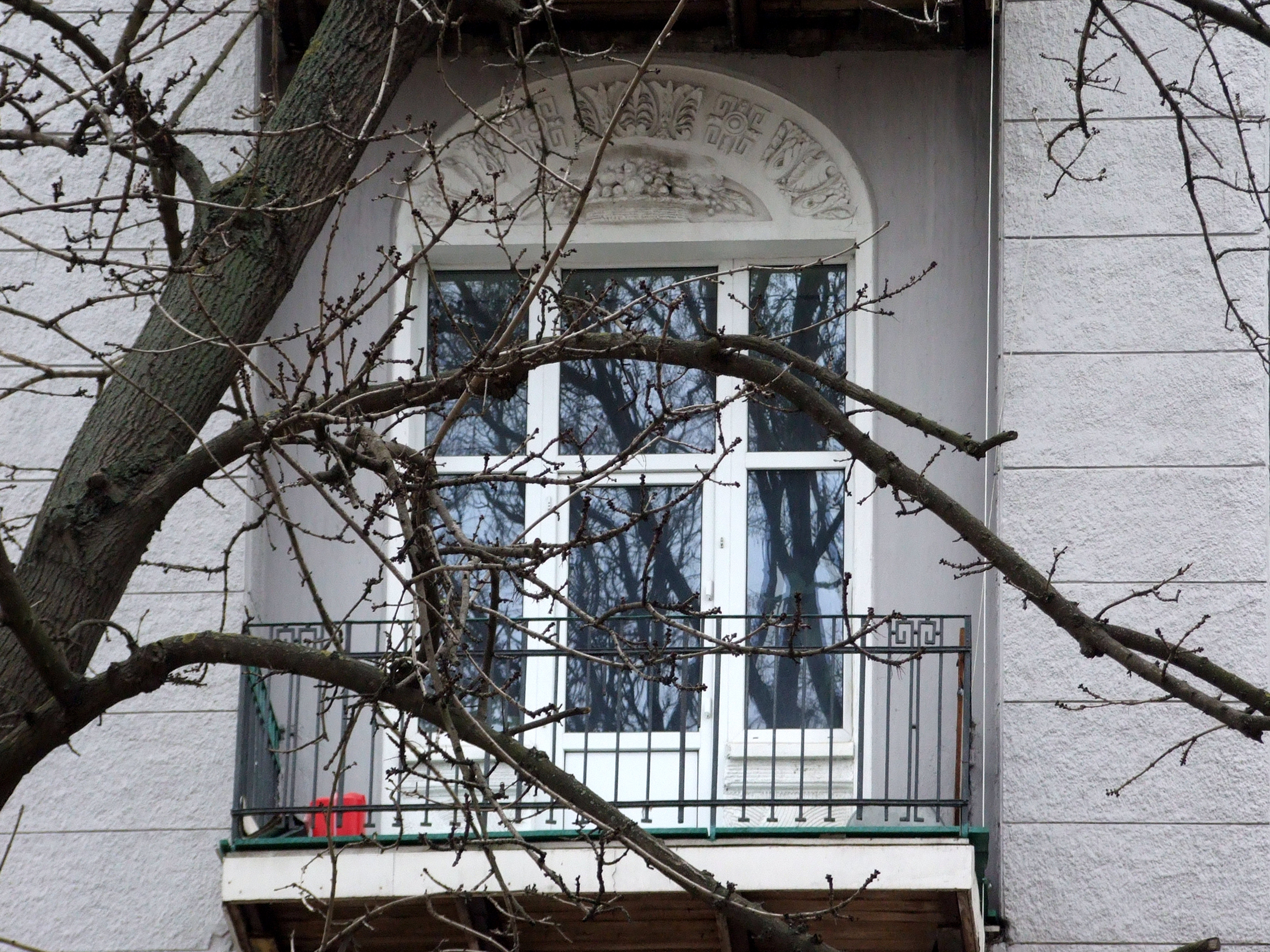
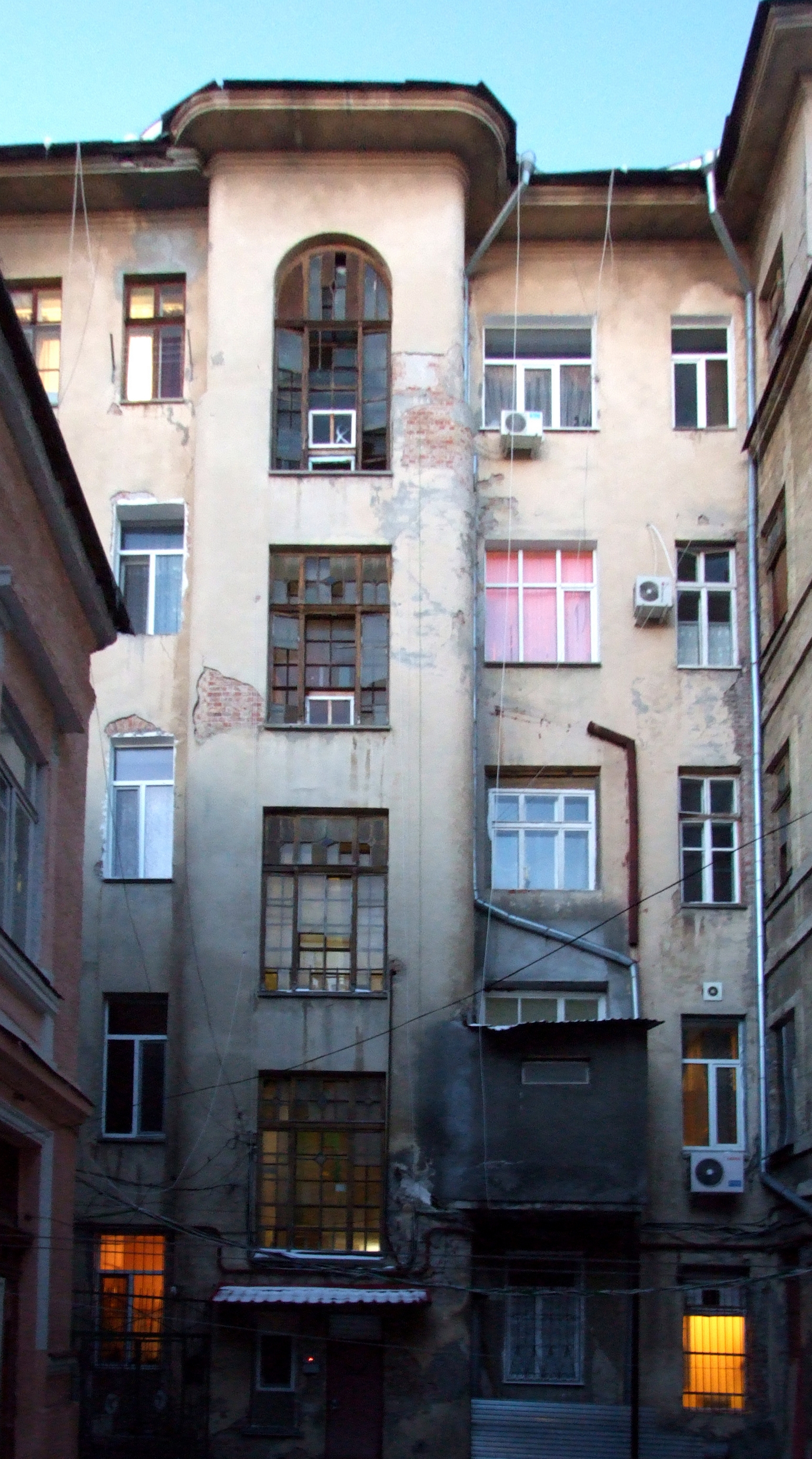
Задній фасад з вікнами парадної сходової клітки.
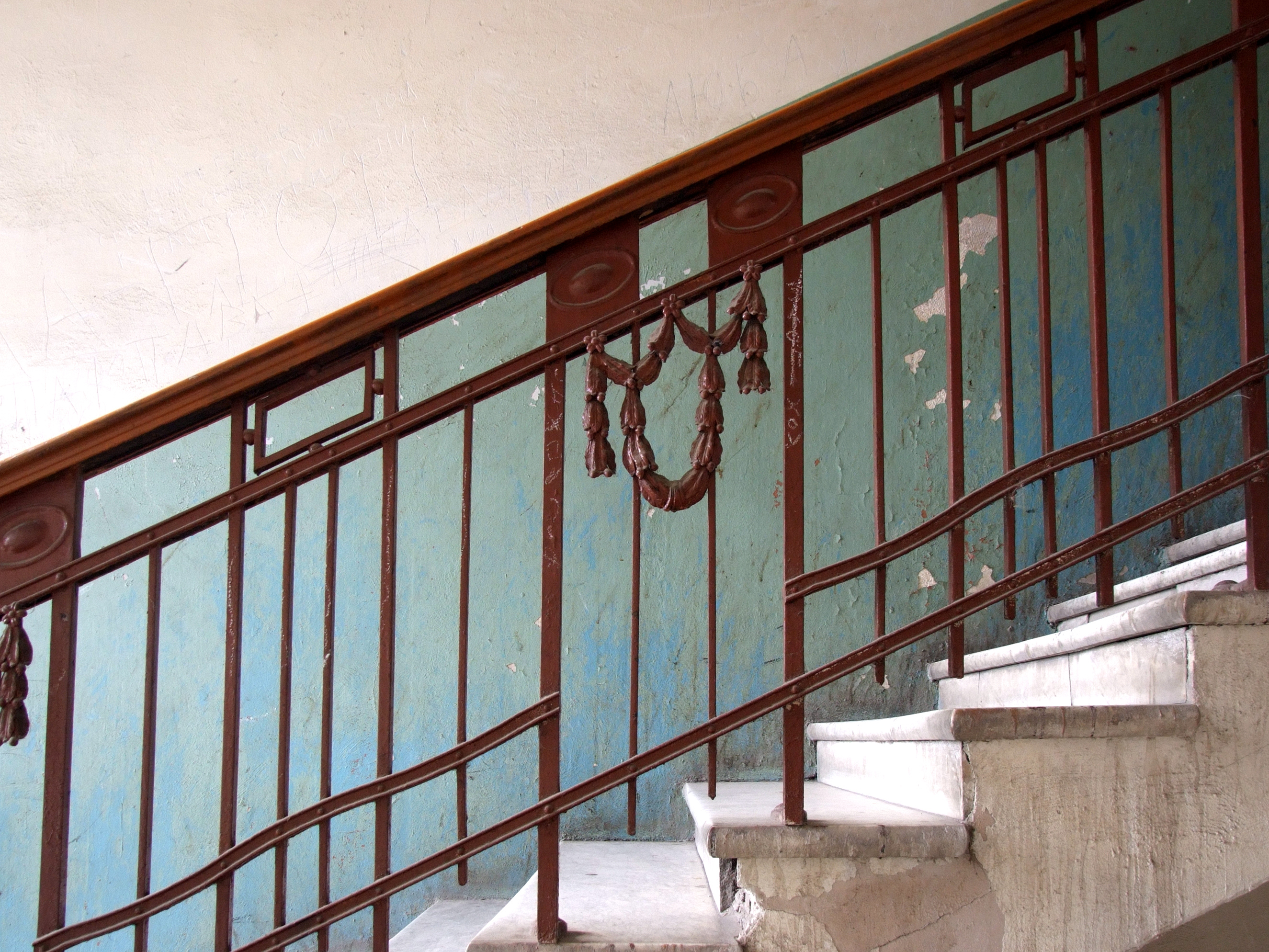
Огорожа парадних сходів.